# Antyperystaltyka
Antyperystaltyka – aktywność motoryczna w przewodzie pokarmowym, która powoduje wsteczne (odwrotnie niż w perystaltyce) przesuwanie pokarmu ku jamie ustnej (np. podczas wymiotów). Fizjologiczna antyperystaltyka dwunastnicy ułatwia mieszanie się treści pokarmowej.